# Pascal Testroet
Pascal Testroet [pasˈkal tɛsˈtʁoːt] (* 26. September 1990 in Bocholt) ist ein deutscher Fußballspieler, der aktuell beim SV Sandhausen unter Vertrag steht.

## Karriere

### Im Verein
Testroet begann seine Karriere beim SV Biemenhorst, Olympia Bocholt und dem VfL Rhede. Von 2000 bis 2008 spielte er für die Jugendmannschaften des FC Schalke 04. Am 2. Dezember 2007 wurde er im Oberliga-Spiel des FC Schalke 04 II gegen den VfL Bochum II kurz vor Abpfiff eingewechselt. Bei diesem Kurzeinsatz erzielte er ein Tor.

#### SV Werder Bremen
Zur Saison 2008/09 wechselte er zu Werder Bremen und unterschrieb einen Zweijahresvertrag. Am 26. Juli 2008 absolvierte er sein erstes Spiel für Werder Bremen II in der 3. Liga, in dem er im Spiel gegen die SpVgg Unterhaching etwa 65 Minuten zum Einsatz kam. In der Saison 2008/09 wurde er Torschützenkönig der Junioren-Bundesliga Nord/Nordost. Im Dezember 2009 bot Werder dem Nachwuchsstürmer einen Profivertrag an, den er unterschrieb. Dieser galt vorerst bis 2012. Nachdem Testroet am für Werder unbedeutenden letzten Bundesliga-Spieltag der Saison 2010/11 gegen den 1. FC Kaiserslautern trotz großer Personalnot nicht eingewechselt worden war, kritisierte er Trainer Thomas Schaaf via Facebook und wurde daraufhin bis auf weiteres aus dem Profikader suspendiert.

#### Kickers Offenbach
Zur Saison 2011/12 wechselte er zu Kickers Offenbach, bei denen er einen Vertrag bis 30. Juni 2013 unterschrieb. Sein Start im OFC-Trikot war mit vier Toren an den ersten acht Spieltagen vielversprechend; zur Winterpause war er mit sieben Treffern bester Torschütze der Kickers. Nach einem Zerwürfnis mit Trainer Arie van Lent kam Testroet in der Rückrunde jedoch nicht mehr zum Einsatz und löste daraufhin seinen bis 2013 laufenden Vertrag auf.

#### Arminia Bielefeld (mit Leihe an VfL Osnabrück)
Zur Spielzeit 2012/13 wechselte er von Offenbach zum Ligakonkurrenten Arminia Bielefeld, bei dem er einen Zweijahresvertrag erhielt. Hinter seinen Sturmkollegen Fabian Klos und Sebastian Hille war Testroet überwiegend nur dritte Wahl; die Saison gestaltete sich dennoch erfolgreich und am Ende stieg er mit der Arminia in die 2. Bundesliga auf.
Die folgende Saison begann für Testroet mit einer Verletzung, durch die der Anschluss an die Stammelf sich nicht verbesserte. Kurz vor dem Ende der Transferperiode wechselte er daher auf Leihbasis bis Saisonende in die 3. Fußball-Liga zum VfL Osnabrück. Ab Sommer 2014 gehörte er wieder zum Kader von Arminia Bielefeld. Im April 2015 wurde bekannt, dass er zur neuen Spielzeit einen Dreijahresvertrag beim Ligakonkurrenten Dynamo Dresden unterschrieben hat. Für seinen „alten“ Verein Arminia Bielefeld erzielte er am vorletzten Spieltag der Saison 2014/15 den 2:2-Ausgleichstreffer gegen Jahn Regensburg, welcher den Aufstieg von Arminia in die 2. Bundesliga besiegelte.

#### Dynamo Dresden
Sein erstes Pflichtspiel für Dynamo absolvierte er am ersten Spieltag beim 4:1-Sieg gegen den VfB Stuttgart II, wo er in der 68. Minute für Tim Väyrynen eingewechselt wurde. Das erste Tor für seinen neuen Verein erzielte er am 13. August 2015 am 3. Spieltag der Saison 2015/16 im Heimspiel gegen den FC Rot-Weiß Erfurt. Sein zweites Tor für Dynamo Dresden gelang ihm dann bereits 4 Tage später im Benefizspiel gegen Bayern München, in welchem er bei der 1:3-Niederlage, zum vielumjubelten Ehrentreffer gegen den Rekordmeister traf. Am 30. Januar 2016 erzielte er gegen die Zweite Mannschaft des 1. FSV Mainz 05 ein Fallrückziehertor, welches zum Tor des Monats Januar 2016 gekürt wurde. Insgesamt bildete Testroet in seiner ersten Saison für den sächsischen Verein zusammen mit Justin Eilers das gefährlichste Sturmduo der Liga, erreichte mit 18 Toren hinter Eilers und Christian Beck den 3. Platz in der Torschützenliste und wurde in der Aufstiegssaison für Dynamo vom Kicker-Sportmagazin zweimal zum Spieler des Spieltages gewählt. Nach der Saison wurde Testroets laufender Vertrag in Dresden um ein weiteres Jahr bis zum 30. Juni 2019 verlängert. In der folgenden 2. Ligasaison verlor er seinen Stammplatz im Sturm an Stefan Kutschke, kam deshalb nur noch zu Kurzeinsätzen und war auch in der Rückrunde lange verletzt, so dass am Saisonende 3 Tore und 4 Vorlagen in seiner Statistik standen. Nach dem Vereinswechsel von Kutschke zur Saison 2017/18 hoffte Testroet auf mehr Einsatzzeiten in dieser Spielzeit, wurde aber bereits am 1. Spieltag im Heimspiel gegen den MSV Duisburg in einem Zweikampf mit dem gegnerischen Torhüter Mark Flekken schwer am Knie verletzt, das eine Ausfallzeit von mehreren Monaten prognostiziert wurde. Als Ersatz wurde vom Verein der finnische Nationalspieler Eero Markkanen nachverpflichtet.

#### FC Erzgebirge Aue
Nach dem ersten Spieltag der Saison 2018/19 wurde am 7. August 2018 bekannt gegeben, dass Pascal Testroet für einen niedrigen fünfstelligen Euro-Betrag von Dynamo Dresden zum Rivalen FC Erzgebirge Aue wechselt. In der Saison 2018/19 bestritt er für den FC Erzgebirge jedes Punktspiel und erwies sich mit 15 Toren als erfolgreichster Torschütze der Mannschaft. Testroets Vertrag lief bis 2023, wurde aber im Sommer 2021 in beiderseitigem Einvernehmen aufgelöst.

#### SV Sandhausen

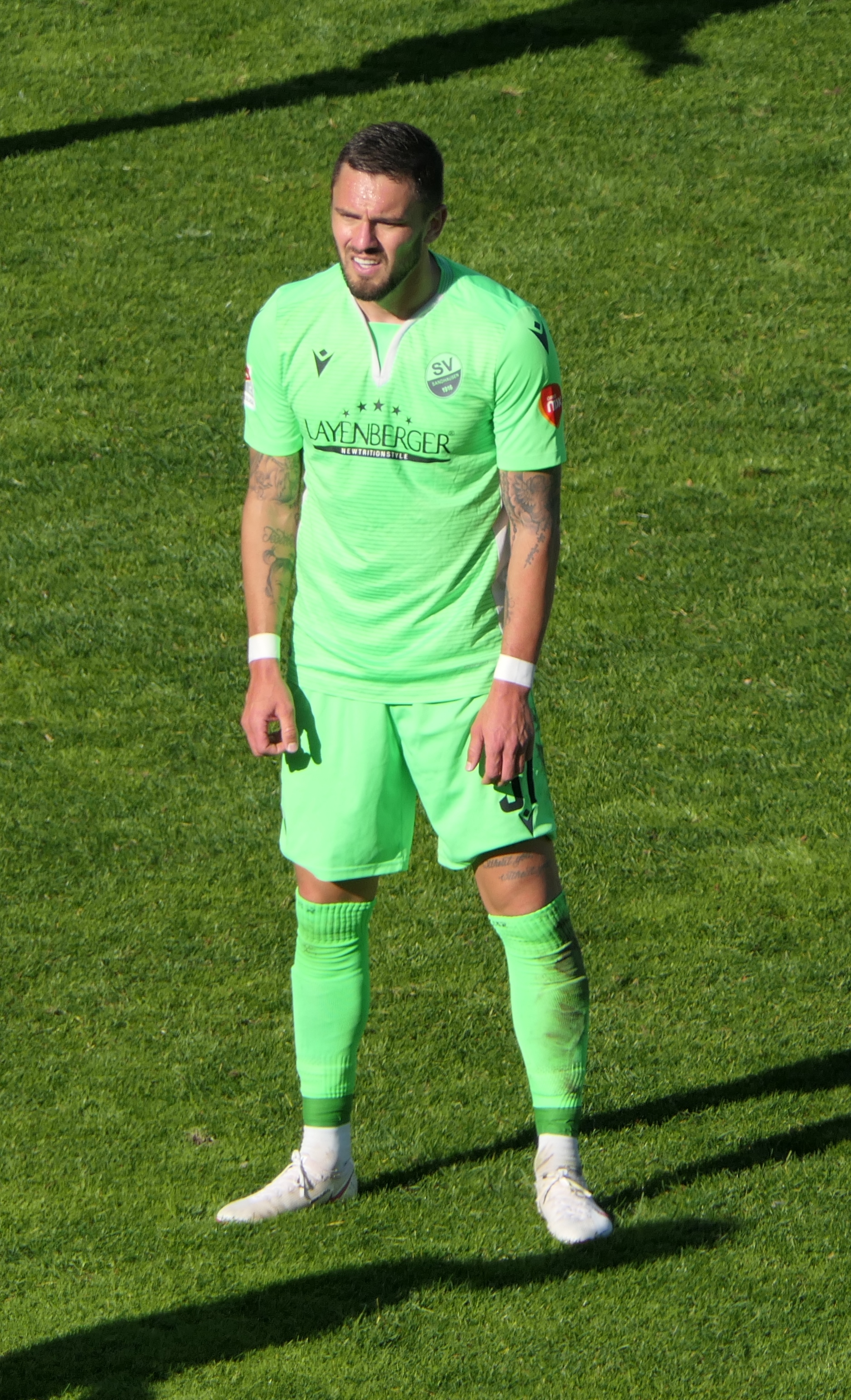
Im Trikot vom SV Sandhausen 2021

Nach seiner Vertragsauflösung in Aue gab der SV Sandhausen am 8. Juli 2021 die Verpflichtung von Testroet bekannt. Dort spielte er eine Saison und erzielte in 27 Spielen zehn Tore.

#### FC Ingolstadt 04
Am 1. Juni 2022 wurde Testroets Wechsel zum FC Ingolstadt 04 bekannt.

#### Rückkehr nach Sandhausen
Im Sommer 2025 kehrte er zum SV Sandhausen zurück.

### Nationalmannschaft
Aufgrund seiner guten Leistungen zu Beginn der Saison 2009/10 für Werder Bremen II wurde Testroet von Horst Hrubesch für das Freundschaftsspiel der U-20-Nationalmannschaft am 9. Oktober 2009 gegen die Schweiz berufen. Dort kam er in der Startelf zum Einsatz. Zuvor spielte der Angreifer bereits in der U-18 des DFB. Seinen letzten Einsatz im deutschen U-20-Team hatte Testroet am 9. Februar 2011 beim 3:1-Sieg gegen Italien.

## Erfolge
- 2015: Aufstieg in die 2. Fußball-Bundesliga mit Arminia Bielefeld als Meister der 3. Liga
- 2016: Aufstieg in die 2. Fußball-Bundesliga mit der SG Dynamo Dresden als Meister der 3. Liga
- 2016: Spieler des 27. und 28. Spieltages in der 3. Liga (gewählt vom Kicker-Sportmagazin)[30][31]

## Privates
Testroet ist ausgebildeter Journalist, seit 2016 verheiratet und hat zwei Töchter.